# Kenji Kawai
Pour les articles homonymes, voir Kawai (homonymie).
Kenji Kawai (川井 憲次, Kawai Kenji) est un compositeur japonais de musique de film, né le 23 avril 1957 à Shinagawa, Tōkyō.
Son style est expérimental et proche de la musique contemporaine. Compositeur de musiques de séries télévisées à ses débuts, il est surtout connu pour l'atmosphère glaçante et hypnotique qui se dégage de sa musique et pour sa collaboration avec le réalisateur Mamoru Oshii. Il utilise aussi des percussions de tous les coins du monde, comme pour Seven Swords, Ghost in the Shell ou Innocence : Ghost in the Shell 2.
Il est un des compositeurs japonais de musique de films les plus connus, avec Joe Hisaishi et Ryūichi Sakamoto.

## Ses influences
Dans son enfance il a baigné dans un univers de musique de film et de variété française, dont son père était fan, il écoutait aussi ce qui passait à la radio. Au lycée il écoutait Santana et Deep Purple, ensuite, à la faculté, il était plus axé jazz fusion.

## Filmographie en tant que compositeur
- 1985 : Yoko leda
- 1986 : Juliette je t'aime (Maison Ikkoku) de Tomomichi Mochizuki et Kazuo Yamazaki (série télévisée)
- 1987 : The Red Spectacles (Jigoku no banken: akai megane) de Mamoru Oshii
- 1988 : Vampire princess Miyu (Kyûketsuki Miyu) de Toshiki Hirano
- 1989 : Mobile Police Patlabor (Kidô keisatsu patorebâ) de Naoyuki Yoshinaga
- 1989 : Ranma ½ (Ranma nibun no ichi), de Kazuhiro Furuhashi et Tomomichi Mochizuki (série télévisée)
- 1990 : Patlabor (Kidô keisatsu patorebâ: The Movie) de Mamoru Oshii
- 1991 : Stray Dogs (Jigoku no banken: kerubersu) de Mamoru Oshii
- 1992 : Talking Head de Mamoru Oshii
- 1993 : Irresponsible Captain Tylor (Musekinin kanchô Tairâ) de Kōichi Mashimo (série télévisée)
- 1993 : Patlabor 2 (Kidô keisatsu patorebâ: The Movie 2) de Mamoru Oshii
- 1994 : Blue Seed de Yuzo Takada
- 1994 : Mighty Space Miners de Umanosuke Iida
- 1995 : Ghost in the Shell (Kôkaku kidôtai) de Mamoru Oshii
- 1998 : Ring (Ringu) de Hideo Nakata
- 1999 : You're Under Arrest! Le film (Taiho shichauzo!) de Junji Nishimura
- 1999 : Ring 2 (Ringu 2) de Hideo Nakata
- 2000 : Tri-zenon (Muteki-oh Tri-zenon) de Takashi Watanabe (série télévisée)
- 2001 : Avalon de Mamoru Oshii
- 2001 : The Princess Blade (Shurayuki hime) de Shinsuke Satō
- 2001 : Rave Master (Groove Adventure Rave) adapté du manga de Hiro Mashima
- 2002 : Samouraïs de Giordano Gerdini
- 2002 : Dark Water (Honogurai mizu no soko kara) de Hideo Nakata
- 2002 : Patlabor 3: WXIII (Kidô keisatsu patorebâ: The Movie 3) de Takuji Endo et Fumihiko Takayama
- 2002 : Bloody Mallory de Julien Magnat
- 2003 : Gunparade March (en) de Katsushi Sakurabi et Fumihiko Takayama (série télévisée)
- 2004 : Innocence : Ghost in the Shell 2 (Kôkaku kidôtai 2: Inosensu) de Mamoru Oshii
- 2005 : Windy Tales (Fūjin Monogatari) de Koichi Arai
- 2005 : Antarctic Journal (Namgeuk-ilgi) de Im Pil-seong
- 2005 : Seven Swords de Tsui Hark
- 2006 : Tachiguishi Retsuden de Mamoru Oshii
- 2006 : Fate/stay night, adapté de l'histoire de la première route du jeu vidéo du même nom de TYPE-MOON.
- 2006 : Death Note 2: The Last Name de Shusuke Kaneko, adapté du manga Death Note
- 2006 : Dragon Tiger Gate de Wilson Yip
- 2006 : Seirei no Moribito
- 2007 : Mobile Suit Gundam OO de Seiji Mizushima
- 2007 : Higurashi no naku koro ni kai
- 2008 : The Sky Crawlers (Sukai Kurora, スカイ・クロラ) de Mamoru Oshii
- 2009 : Eden of the East de Kenji Kamiyama
- 2009 : Assault Girls de Mamoru Oshii
- 2009 : Apocalypse, la Seconde Guerre mondiale
- 2010 : Ip Man 1 et 2, autobiographie du maître de Bruce lee : Yip Man
- 2010 : Fate/stay night Unlimited Blade Works adapté de l'histoire de la deuxième route du jeu vidéo Fate/stay night de TYPE-MOON
- 2011 : Apocalypse, Hitler
- 2011 : Gantz de Shinsuke Satō
- 2011 : Gantz, Perfect Answer de Shinsuke Satō
- 2012 : Cyborg 009
- 2012 : Sadako 3D (貞子3D?) de Tsutomu Hanabusa (en)
- 2013 : Détective Dee 2 : La Légende du Dragon des mers de Tsui Hark
- 2013 : Sadako 3D 2 (貞子3D2?) de Tsutomu Hanabusa (en)
- 2014 : The Last Druid: Garm Wars de Mamoru Oshii
- 2014 : World Trigger de Daisuke Ashihara
- 2015 : Apocalypse, Staline, d'Isabelle Clarke et Daniel Costelle, production CC&C
- 2015 : Hana Moyu (en)
- 2015 : Subete ga F ni Naru
- 2016 : Joker Game (en)
- 2016 : Servamp
- 2016 : Mob Psycho 100
- 2016 : Touken Ranbu: Hanamaru (en)
- 2017 : Mobile Police Patlabor Reboot
- 2017 : Resident Evil: Vendetta
- 2018 : Détective Dee : La Légende des Rois célestes de Tsui Hark
- 2018 : Maquia: When the Promised Flower Blooms de Mari Okada
- 2019 : Mob Psycho 100 II
- 2019 : Apocalypse, la guerre des mondes
- 2019 : No Guns Life
- 2020 : Higurashi no Naku Koro ni Gou
- 2021 : Higurashi no Naku Koro ni Sotsu
- 2021 : Limbo de Soi Cheang
- 2022 : Mob Psycho 100 III
- 2023 : My Home Hero
- 2024 : City of Darkness de Soi Cheang

## Compositeur de jeux-vidéo
- 1998 : Deep fear, sorti sur sega saturn est un jeu d'horreur développé et édité par sega. On aperçoit dès l'écran titre du jeu le nom de Kenji Kawai qui est mentionné pour les musiques.
- 1998 : Battle tryst, un jeu de combat édité et développé par konami pour l'arcade.